# Lik Sang
 (mai 2016).
Lik Sang était un distributeur populaire de produits électroniques fabriqués en Asie. La société vendait des jeux importés, des jouets, des figurines, des objets relatifs aux animes et d'obscures adaptateurs et manettes pour plusieurs plateformes de jeux vidéo. Lik Sang a fermé le 24 octobre 2006 en raison de multiples procédures judiciaires engagées par Sony.